# Duc Huan de Qi
Duc Huan de Qi (齊桓公, Qí Huán Gōng, mort el 643 aEC) va ser un governant de l'Estat de Qi durant el període de Primaveres i Tardors de la història xinesa. El seu nom ancestral és Jiang (姜), el seu nom de clan és Lü (吕） i Qi (齊)， el seu nom atorgat és Xiǎobái (小白) i era el germà del Duc Xiang. El seu clan era Lǚ().
Quan el Duc Xiang i el Duc Wuzhi de Qi, que prengué el tron després que el Duc Xiang, foren els dos assassinats, el seu germà major Jiu, que era en Lu llavors, se suposava que era l'hereu i ja s'havia guanyat el suport del Duc Zhuang de Lu, Guan Zhong (管仲) que havia estat inicialment el mestre de Jiu, va disparar a Xiaobai una fletxa de tornada a Qi des de Ju, però aquesta no va ferir a Xiaobai en absolut; tot i que aquest va simular morir immediatament d'una ferida i se les va arreglar per tornar a Qi abans que Jiu i prendre el tron després que els ministres foren convençuts per Bao Shuya. Açò va enfurir al Duc Zhuang de Lu i ell va començar a lluitar contra Qi per Jiu a Qianshi (乾时), però va ser finalment derrotat per les tropes de Qi i fins i tot una part del seu propi territori a Wenyang (汶阳) va ser pres. Veient que el Duc Huan es mantenia estable en el seu tron, el Duc Zhuang de Lu va assassinar Jiu finalment per tal de fer les paus. El Duc Huan va ser el Marquès de Qi del 685 aEC fins a la seva mort; durant aquest període l'Estat de Qi va arribar al seu zenit, i el mateix Duc va ser triat per ser un dels Cinc Hegemònics.